# Dăbuleni
Dăbuleni est une ville roumaine, située dans le Județ de Dolj.
La zone sableuse de près de 100 000 m² comprenant entourant les villes de Dabuleni et  Marsani est surnommée le «Sahara de l’Olténie», du nom de cette région du sud de la Roumanie dont le climat est le plus chaud du pays. Terrain d’expérimentations agricoles depuis soixante ans, ce «désert» situé doit se réinventer face au changement climatique. Il s'agit en fait plus plus d'une zone semi-aride que d’un véritable désert. En dehors des villages, le paysage ne se compose que d'arbustes, de rares cultures et de terres abandonnées couvertes d’herbacées, ainsi que de quelques dunes façonnées par le vent. Aucune mer à l’horizon, seul le Danube à quelques kilomètres de là, frontière entre Roumanie et Bulgarie.
C'est à la sortie de Dabuleni que se trouve la Station de Recherche et de Développement pour la Culture des Plantes dans le Sable (SCDCPN), une unité scientifique abritée dans un bâtiment au vert défraîchi et qui réalise des essais de culture dans les terres sableuses. Le sable est un allié inattendu pour certaines cultures. Cultiver dans le sable est un défi, car il n’est pas stable et pauvre en nutriments, selon Stefan Nanu, directeur adjoint du centre de recherche. Mais le sable a aussi ses avantages. Comme il garde la chaleur, les cultures mûrissent plus vite, et le sol peut être travaillé tout le temps car l’eau s’infiltre rapidement.
La SCDCPN a vu le jour en 1959, pendant la collectivisation des terres sous le régime communiste. À l’origine, des forêts de robiniers (faux-acacias) recouvraient les dunes. Selon la directrice de la station, Aurelia Diaconu, originaire de la région, c'était une terre pauvre, exposée aux sécheresses, où on cultivait de la vigne jusque dans les années 1950. Puis les terrains ont été défrichés et les dunes nivelées pour rendre le sol cultivable. Les robiniers d'origine ont été arrachés et d’autres replantés le long des champs afin de protéger les cultures du vent. La station de Dabuleni a connu son apogée dans les années 1980, employant plus de 800 personnes à la culture de pommes de terre nouvelles, pêches ou aubergines. L’expertise de la station, financée par l’État, permet aux coopératives agricoles de prospérer, et ce notamment grâce à un grand système d’irrigation fournissant de l’eau en provenance du Danube sur 70000 hectares. Les pastèques de Dabuleni étaient célébrées dans toute la Roumanie, et le sont encore aujourd’hui.
A la chute de la dictature communiste (1989), la liberté est recouvrée mais la transition agricole brutale car les parcelles sont partagées entre propriétaires privés. Stefan Nanu, directeur adjoint de la station, décrit un système d’irrigation abandonné car inadapté à de petites surfaces. Il plaide pour que cultivateurs et autorités s’associent afin de recevoir des fonds destinés à la construction d'un système moderne. Malheureusement de nombreux agriculteurs de la région ne veulent plus entendre parler de coopératives, synonymes du passé. D’autres partent faire des saisons à l’étranger, y voyant une solution plus simple et plus rentable.
De plus, le changement climatique a fait émerger d'autres difficultés. Depuis quelques années, les températures, douces dès le mois de février, provoquent la floraison avant des gelées en mars qui détruisent les plantations. L’été, les jours dépassant les 40° C sont de plus en plus fréquents. Les chercheurs ont donc testé des variétés bourgeonnant plus tard et s’adaptant à la fois aux hivers froids et aux sécheresses. Pawpaw (mangue), kiwaï (cousin du kiwi), kakis, jujubes ou patates douces sont apparus, irrigués au goutte-à-goutte depuis une source d’eau proche à la plus grande satisfaction de Stefan Nanu, directeur adjoint de la station.
Ces cultures de patates douces sont issues d’une collaboration scientifique avec la Corée du Sud. Aujourd’hui, le centre de Dabuleni en récolte près de 60 tonnes par hectare. Mais malgré ces succès, la station est en déclin en raison du manque d’eau et n'emploie plus que 90 personnes qui tirent leurs revenus des services aux agriculteurs, des ventes de semences et des récoltes dans les marchés, ainsi que de quelques subventions publiques. Pendant la période communiste, 3 000 hectares étaient cultivés, contre quelques dizaines aujourd’hui.
Aurelia Diaconu, prévient que sans eau rien ne pourra être fait. Elle rêve d’un système d’irrigation moderne, automatisé et économe, un système analogue à celui utilisé en Israël pour la culture dans le sable, et signale que la culture des pommes de terre nouvelles, inconnue avant les années 1950, est désormais courante. Celle des patates douces apparaît maintenant dans les jardins de certains habitants.
Alors que la désertification (estimée à  1 000 ha par an) s’amplifie, la déforestation accélère l’érosion des sols. Dans les années 1990, tout a été coupé pour le chauffage, selon Alexandru Dunoiu, président de l’Association des propriétaires de forêts de Marsani. Depuis 2006, cet homme de 80 ans passe sa retraite à planter des robiniers sur les anciennes terres agricoles de sa commune avec l’aide de l’État, et les jeunes forêts ainsi créées empêchent l'arrivée de nuages de sable. A la même époque, un maraîcher s’est lancé dans les fraises grâce aux conseils du centre de Dabuleni mais il hésite encore à passer aux fruits exotiques, faute de consommateurs en Roumanie selon lui.